# Seiseralm Seilbahn
De Seiseralm Seilbahn is een gondelbaan in Italië. De gondelbaan is onderdeel van Skiregio Gröden-Seiseralm. Het traject is vroeger een pendelbaan geweest, maar in 1999 zijn de 2 grote gondels vervangen voor 35 kleine gondels. Het dalstation van de gondelbaan ligt in Sankt Ulrich. Het bergstation staat aan de noordkant van de Seiseralm.
Al Sole
· Bamby
· Catores
· Ciampinoi
· Cir
· Cisles
· Cittá dei Sassi
· Col Raiser
· Comici 1
· Costabella
· Danterceppies
· Eurotel
· Fermeda
· Floralpina
· Florian
· Fungeia
· Furnes Umlaufbahn
· Goldknopf
· Langental
· Laurin
· Leo Demetz
· Marinzen
· Mezdí
· Mont de Seura
· Monte Piz
· Panorama
· Paradiso
· Piz Sella
· Piz Seteur
· Piza Pranseies
· Puflatsch
· S. Christina
· Santner
· Saslong
· Sasso Levante
· Seceda Seilbahn
· Seiseralm Seilbahn
· Seiser Alm Bahn
· Sochers
· Sot Sasslong
· Spitzbühl
· Steger Dellai
· Strega
· Tramans
· Val Gardena Ronda Express
· Val Setus